# ドバイミレニアム
ドバイミレニアム (Dubai Millennium) とはイギリス産の競走馬である。

## 名前の由来
「ドバイミレニアム」という名前は、ゴドルフィンを率いるシェイク・モハメドが、2歳のときの動きに感動し、ミレニアム、2000年のドバイワールドカップを夢見て名づけた。なお、ドバイミレニアムという名前が決められる前は「Yazaar（ヤゼール）」という名前が付けられていた。

## 戦績
2歳シーズンを1戦1勝で終え、3歳春の目標をエプソムダービーに絞る。ただ、血統などからエプソム競馬場の12ハロンの距離への不安がついて回った。3連勝して迎えたエプソムダービーは混戦の様相。本馬は1番人気に推されるも、やはり距離が持たなかったのか、オースの9着と大敗を喫する。
この敗戦を機に、中長距離路線からマイルへ路線変更。ユジェーヌアダム賞を勝利すると、古馬との対戦となったジャック・ル・マロワ賞、さらに秋ヨーロッパ最大のマイルG1クイーンエリザベス2世ステークスと連勝し、力の違いを見せ付ける。
2000年（4歳時）の春になり、最大の目標ドバイワールドカップの開催が近づく。前哨戦のマクトゥームチャレンジラウンド3をコースレコードで制し、ドバイワールドカップへと向かう。この年のドバイワールドカップは本馬が圧倒的人気で、ほかにもアメリカのベーレンズ、香港のインディジェナス、日本のワールドクリークなどが出走していた。
スタートが切られ、先頭へ躍り出た本馬はそのまま馬なりで逃げ続け、直線では後続との差を広げる一方でいちども影を踏ませることなくコースレコードの1分59秒5で優勝した。鞍上のランフランコ・デットーリがゴール前からガッツポーズをする余裕の勝利で2着との着差は6馬身。レース後、シェイク・モハメド、鞍上のランフランコ・デットーリはドバイミレニアムを「これまでで最高の馬だ」と褒め称えていた。
その後イギリスでプリンスオブウェールズステークスを勝ち、このままアメリカのブリーダーズカップクラシックに出走する予定だったものの、8月に故障、引退した。

### 競走成績
| 出走日     | 競馬場           | 競走名                    | 格 | 距離     | 着順 | 騎手         | 着差      | 1着（2着）馬   |
| ---------- | ---------------- | ------------------------- | -- | -------- | ---- | ------------ | --------- | -------------- |
| 1998.10.28 | ヤーマウス       | 未勝利S                   |    | 芝8f7y   | 1着  | L.デットーリ | 5馬身     | (Tabareeh)     |
| 1999.05.03 | ドンカスター     | 条件S                     |    | 芝8f     | 1着  | L.デットーリ | 9馬身     | (Ettrick)      |
| 1999.05.18 | グッドウッド     | プレドミネートS           | L  | 芝10f    | 1着  | L.デットーリ | 3 1/2馬身 | (Tabareeh)     |
| 1999.06.05 | エプソム         | ダービーS                 | G1 | 芝12f10y | 9着  | L.デットーリ | 9馬身     | Oath           |
| 1999.07.28 | メゾンラフィット | ユジェーヌアダム賞        | G2 | 芝2000m  | 1着  | L.デットーリ | 3馬身     | (State Shinto) |
| 1999.08.15 | ドーヴィル       | ジャック・ル・マロワ賞    | G1 | 芝1600m  | 1着  | L.デットーリ | 2 1/2馬身 | (Slickly)      |
| 1999.09.26 | アスコット       | クイーンエリザベス2世S    | G1 | 芝8f     | 1着  | L.デットーリ | 6馬身     | (Almushatarak) |
| 2000.03.02 | ナドアルシバ     | マクトゥームチャレンジIII | L  | D2000m   | 1着  | L.デットーリ | 4 1/2馬身 | (Lear Spear)   |
| 2000.03.25 | ナドアルシバ     | ドバイWC                  | G1 | D2000m   | 1着  | L.デットーリ | 6馬身     | (Behrens)      |
| 2000.06.21 | アスコット       | プリンスオブウェールズS   | G1 | 芝10f    | 1着  | J.ベイリー   | 8馬身     | (Sumitas)      |

## 種牡馬実績
約53億円の保険金が掛けられ、競馬界の期待を背負ってダルハムホールスタッドで種牡馬となったが、急性グラスシックネス（馬自律神経症）という奇病を発症し、1世代の産駒を残したのみで2001年4月29日に急死した。その1世代の中から、アイリッシュ2000ギニー、ジャック・ル・マロワ賞を制したドバウィが出て、後継種牡馬を残すことに成功した。
ドバウィは種牡馬入り後に数多くの活躍馬を輩出している他、産駒の中には種牡馬入りしたものも複数あり、ドバイミレニアムの血統を今に繋いでいる。

## 血統表
| ドバイミレニアムの血統                  | ドバイミレニアムの血統                           | ドバイミレニアムの血統                           | （血統表の出典）                                 | （血統表の出典） |
| 父系                                    | ミスタープロスペクター系                         | ミスタープロスペクター系                         | ミスタープロスペクター系                         | [ § 2 ]          |
| 父 Seeking the Gold 1985 鹿毛 アメリカ  | 父の父Mr. Prospector 1970 鹿毛 アメリカ          | Raise a Native                                   | Native Dancer                                    | Native Dancer    |
| 父 Seeking the Gold 1985 鹿毛 アメリカ  | 父の父Mr. Prospector 1970 鹿毛 アメリカ          | Raise a Native                                   | Raise You                                        |                  |
| 父 Seeking the Gold 1985 鹿毛 アメリカ  | 父の父Mr. Prospector 1970 鹿毛 アメリカ          | Gold Digger                                      | Nashua                                           | Nashua           |
| 父 Seeking the Gold 1985 鹿毛 アメリカ  | 父の父Mr. Prospector 1970 鹿毛 アメリカ          | Gold Digger                                      | Sequence                                         |                  |
| 父 Seeking the Gold 1985 鹿毛 アメリカ  | 父の母Con Game 1974 黒鹿毛 アメリカ              | Buckpasser                                       | Tom Fool                                         | Tom Fool         |
| 父 Seeking the Gold 1985 鹿毛 アメリカ  | 父の母Con Game 1974 黒鹿毛 アメリカ              | Buckpasser                                       | Busanda                                          |                  |
| 父 Seeking the Gold 1985 鹿毛 アメリカ  | 父の母Con Game 1974 黒鹿毛 アメリカ              | Broadway                                         | Hasty Road                                       | Hasty Road       |
| 父 Seeking the Gold 1985 鹿毛 アメリカ  | 父の母Con Game 1974 黒鹿毛 アメリカ              | Broadway                                         | Flitabout                                        |                  |
| 母 Colorado Dancer 1986 黒鹿毛 アメリカ | 母の父Shareef Dancer 1980 鹿毛 アメリカ          | Northern Dancer                                  | Nearctic                                         | Nearctic         |
| 母 Colorado Dancer 1986 黒鹿毛 アメリカ | 母の父Shareef Dancer 1980 鹿毛 アメリカ          | Northern Dancer                                  | Natalma                                          |                  |
| 母 Colorado Dancer 1986 黒鹿毛 アメリカ | 母の父Shareef Dancer 1980 鹿毛 アメリカ          | Sweet Alliance                                   | Sir Ivor                                         | Sir Ivor         |
| 母 Colorado Dancer 1986 黒鹿毛 アメリカ | 母の父Shareef Dancer 1980 鹿毛 アメリカ          | Sweet Alliance                                   | Mrs. Peterkin                                    |                  |
| 母 Colorado Dancer 1986 黒鹿毛 アメリカ | 母の母Fall Aspen 1976 栗毛 アメリカ              | Pretense                                         | Endeavour                                        | Endeavour        |
| 母 Colorado Dancer 1986 黒鹿毛 アメリカ | 母の母Fall Aspen 1976 栗毛 アメリカ              | Pretense                                         | Imitation                                        |                  |
| 母 Colorado Dancer 1986 黒鹿毛 アメリカ | 母の母Fall Aspen 1976 栗毛 アメリカ              | Change Water                                     | Swaps                                            | Swaps            |
| 母 Colorado Dancer 1986 黒鹿毛 アメリカ | 母の母Fall Aspen 1976 栗毛 アメリカ              | Change Water                                     | Portage                                          |                  |
| 母系(F-No.)                             | Change Water系(FN:4-m)                           | Change Water系(FN:4-m)                           | Change Water系(FN:4-m)                           | [ § 3 ]          |
| 5代内の近親交配                         | Native Dancer 4×5、Tom Fool 4×5、War Admiral 5×5 | Native Dancer 4×5、Tom Fool 4×5、War Admiral 5×5 | Native Dancer 4×5、Tom Fool 4×5、War Admiral 5×5 | [ § 4 ]          |
| 出典                                    | 1. 2. 3. 4.                                      | 1. 2. 3. 4.                                      | 1. 2. 3. 4.                                      | 1. 2. 3. 4.      |

### 血統背景
半弟のドバイエクセレンスと全弟のダージーも血統を評価されて種牡馬入りしている。詳細はそれぞれの項目を参照。
母の母Fall Aspen（メイトロンステークス〈GI〉）が優秀な繁殖成績を残しており、近親には活躍馬や種牡馬が多数揃っている。
- Northern Aspen（父Northern Dancer） - ゲイムリーステークス
- Hamas（父Danzig） - ジュライカップ
- Fort Wood（父Sadler's Wells） - パリ大賞典
- ティンバーカントリー（父Woodman）- プリークネスステークス、シャンペンステークス、ブリーダーズカップ・ジュヴェナイル
  - 上記は母Colorado Dancerの兄弟である。